# エセロリン
エセロリン(Eseroline)は、オピオイドアゴニストとして作用する薬剤である。アセチルコリンエステラーゼ阻害剤フィゾスチグミンの代謝物質であるが、フィゾスチグミンとは異なり、アセチルコリンエステラーゼ阻害作用は弱く、容易に逆行し、μ-オピオイド受容体に媒介されるかなり強い鎮痛剤効果を示す。この混合型の活性のため、エセロリンの薬理作用のプロファイルはかなり独特なものとなるが、低換気障害や神経毒性等の副作用のため、利用は限られている。